# Parthenay-de-Bretagne
Parthenay-de-Bretagne (bret. Parzheneg) – miejscowość i gmina we Francji, w regionie Bretania, w departamencie Ille-et-Vilaine.
Według danych na rok 2009 gminę zamieszkiwało 1336 osób, a gęstość zaludnienia wynosiła 278 osób/km².